# Río Nekor
El uadi Nekor es un río del norte de Marruecos.

## Descripción
Nace en las montañas del Rif. Su cuenca hidrográfica tiene una superficie de 790 km². El río termina desembocando en el mar Mediterráneo, al este de la localidad de Alhucemas, en la bahía del mismo nombre. En su curso se encuentra el embalse de Mohamed Ben Abdelkrim El Khattabi.